# Li Chunhua
Li Chunhua (chiń. 李春華; ur. 1984) – chińska wspinaczka sportowa. Specjalizowała się w prowadzeniu oraz we wspinaczce na czas. Podwójna brązowa medalistka z mistrzostw świata we wspinaczce na czas z Xining z 2009 roku na ścianie wspinaczkowe niskiej (10 metrowej) oraz na standardowej (15 m). 

## Kariera sportowa
Dwukrotna brązowa medalistka sportowa z 2009 roku z Xining we wspinaczce na czas na ścianie standardowej (15 m) oraz 10 m. 
Wielokrotna medalistka mistrzostw Azji, mistrzyni z Changzhi z 2009. W 2007 zdobyła srebrny medal mistrzostw, a w latach 2008 i 2010 została brązową medalistką.
Uczestniczka prestiżowych zawodów Rock Master we włoskim Arco w 2008 roku gdzie zajęła 4 miejsce. W 2010 startowała w zawodach wspinaczkowych podczas zimowych igrzyskach sportowych we włoskim Courmayeur, gdzie w prowadzeniu zajęła 4 miejsce.

## Osiągnięcia

### Mistrzostwa świata
| Konkurencje         | 2007           | 2009 |
| Wsp. na czas h=15 m | 5              | 3    |
| Wsp. na czas h=10 m | nie rozgrywano | 3    |

### Mistrzostwa Azji
| Konkurencje        | 2007 | 2008 | 2009 | 2010  |
| Prowadzenie        | —    | 8    | 12   | 10-11 |
| Wspinaczka na czas | 2    | 3    | 1    | 3     |

### Zimowe igrzyska wojskowe
| Konkurencje | 2010 |
| Prowadzenie | 4    |

### Rock Master
| Konkurencje  | 2008 |
| Wsp. na czas | 4    |